# Рог Африке
Рог Африке (енгл. Horn of Africa) или Сомалско полуострво, полуострво је у источној Африци које залази у Арапско море и лежи дуж јужне стране Аденског залива. Он је најисточнији део афричког континента, а име је добио због сличности са носороговим рогом.
Термин Рог Африке се односи на већу регију која обухвата државе: Џибути, Етиопију, Еритреју и Сомалију. Цела регија се простире на приближно 2.000.000 km² на ком живи прилижно 115 милиона становника (Етиопија: 96,6 милиона, Сомалија: 15,4 милиона, Еритреја: 6,4 милиона и Џибути: 921,8 хиљада). У ширем географском смислу, у ову регију се понекад укључују и Кенија (цела или само њен источни део), као и острво Сокотра, а понекад и Јужни Судан. У античко и средњовековно доба у западном свету је била позната као „земља Барбарије и Етиопљана“. Регионалне студије на Рогу Африке изводе се у пољима као што су етиопске студије и сомалске студије.

## Имена
Ово полуострво је познато под разним именима. Стари Грци и Римљани називали су га Regio Aromatica или Regio Cinnamonifora због ароматичних биљака или Regio Incognita због његове неистражене територије. У античко и средњовековно доба Рог Африке се називао Билад ал Барбар („Земља Бербера“). Такође је познат као Сомалско полуострво или, сомалским језиком, Геска Африка, Јасирада Сомали или Гакандулка Сомали. На другим локалним језицима назива се „Афрички рог“ или „Рог Африке“: на амхарском የአፍሪካ ቀንድ yäafrika qänd, на арапском القرن الأفريقي al-qarn al-'afrīqī, на оромском Gaaffaa Afriikaa и на тигрињском ቀርኒ ኣፍሪቃ q’ärnī afīrīqa. Често се назива једноставно „Рогом“, док га становнике понекад колоквијално називају Рог Африке. Понекад се користи израз Велики рог Африке, било да укључује суседне североисточно афричке земље или да би се разликовала шира геополитичка дефиниција Рога Африке од ужих полуострвских дефиниција. Поједини медији и научници регион дефинишу као Абесинско полуострво.

## Географија и клима
Рог Африке је аридна регија готово једнако удаљена од екватора и ракове обратнице.
Сокотра је мало острво у Индијском океану близу сомалске обале, који се сматра делом Африке. Површине је 3.600 квадратних km, а припада Јемену, најјужнијој земљи на Арапском полуострву.

## Историја

### Древна историја
Краљевство Аксум било је смјештено у Етиопији, Еритреји и Јемену, а постојало је између 3. и 11. века. Због стратешког положаја Рога Африке, краљевство је током прошлости ограничавало приступ Црвеном мору.
Током старог века регија је била извор биолошких ресурса. Стари Египћани, Грци и Римљани слали су експедиције у регију ради тамјана, смирне, змајеве крви и цинобера, следивши Пут тамјана. Због великог богатства миродијама Римљани су ту регију називали Regio Aromatica.

### Модерна историја
Рог Африке је регија која се непрестано налази у кризи. Етиопија заузима највећи део Рога Африке, а у њој живи око 85% становништва тог подручја. Етиопска историја је јако означена сукобима између муслимана и хришћана због ресурса и простора за живљење, једнако као и између национализма и марксизма-лењинизма у модерним временима. Остатак регије такође се суочава с непрекидним ратовима. Последица грађанског рата који је 1977. избио у Сомалији јесте нефункционална национална власт од 1991. године. Сукоби су се такође појавили у Џибутију и Еритреји.
Регија је редовно под ударом природних катастрофа као што су суше (Етиопија) или поплаве (Сомалија) које посебно тешко погађају рурална подручја. Последица тога је један од највиших нивоа неухрањености у свету, те се у регији непрестано појављују велике хуманитарне кризе. Између 1982. и 1992. године на Рогу Африке је умрло око два милиона људи због рата и глади.
Рог Африке је од 2002. године у фокусу пажње САД, Француске, Немачке и једанаест афричких нација у контексту рата против тероризма.

## Култура и етницитет
Земље на Рогу Африке међусобно су културно повезане и много су ближе Арабији него остатку Африке. Локални људи су дуго времена користили плуг за обрађивању земље, а као домаће животиње су чували арапске једногрбе деве. Неке важне етнолингвистичке групе на Рогу су:
- у Џибутију: афарски (Данакил) и Сомалци (Иса),
- у Еритреји: афарски, Бени-Амер (Беџа), Хедареби, Кунами (База), Нара (Нијалетик), Сахо (Ироб), Рашајда, Тигре и Тигриња,
- у Етиопији: амхарски (Етиопљани, Абесинци), Афар (Данакил, Адали), Агау/Аванџи и Агау/Камир, Бале, Борана, Дасенач (Решиџат), Гавада (Гаувада), Гураге/Силти, Хамер, Харари (Адере), Комани, Либидо (Марако), Месенго (Мајанг), Мурси, Оромци (Азебул и Гала), Кеманти, Сахо, Сидама, Сомалци, Сан, Тигриња и Зајс,
- у Сомалији: Дабаре, Дигил-Рахавлин, Гар, Џиду, Шамбара (Гоша), Сомалци, Свахили (Бараве) и Туни.

## Економија
Државе регије обилато зависе од неколико кључних извозних производа:
- Етиопија: кафа чини 80% укупног извоза.
- Сомалија: банане и стока чине преко 50% укупног извоза.

## Екологија
Рог Африке је Унескова врућа тачка биодиверзитета, те једна од две у потпуности аридне. Успркос свему Рог Африке јако пати од прекомерне испаше, те је остало још само 5% његовог изворног хабитата. Друга велика претња на острву Сокотри је развитак инфраструктуре.

### Фауна
Рог Африке је дом 220 врста сисара. Међу угроженим врстама те регије налази се неколико антилопа попут бејре, дибатага, сребрног дик-дика и Спикове газеле. Остале значајне врсте укључују сомалског дивљег магарца, пустињску брадавичасту свињу, хамадријасе, сомалског пигмејског гербила, амодила и Спекеовог пектинатора. Гревијева зебра је јединствени дивљи коњ у регији.
Неке важне врсте птица на Рогу јесу црни боубоу, златнокрила зимовка, Linaria johannis и џибутски франколин.
На Рогу Африке се налази више ендемичних гмизаваца него било где у Африци. Од око 285 врста преко 90 је пронађено искључиво овде. Међу ендемичне родове гмизаваца спадају Haackgreerius, Haemodracon, Ditypophis, Pachycalamus и Aeluroglena. Половина тих родова је јединствена за острво Сокотру. Водоземци су за разлику од гмизаваца слабо заступљени у регији.
На подручју Рога Африке налази се око 100 врста слатководних риба, а отприлике њих 10 су ендемичне. Међу ендемичним врстама налазе се пећински становници сомалска слепа копљача и сомалска пећинска риба.

### Флора
Процењује се да се на Рогу Африке налази 5.000 врста васкуларних биљака од којих је половина ендемична. Ендемизам је најразвијенији на Сокотри и северној Сомалији. Регија има две ендемичне биљне породице: Barbeyaceae и Dirachmaceae. Међу осталим значајним врстама спада стабло краставца које живи једино на Сокотри, Банквалеова палма (Livistona carinensis), јехеб орах и сомалска циклама.